# Pithecia vanzolinii
Pithecia vanzolinii (лат.) — вид приматов из парвотряда широконосые обезьяны. Впервые был обнаружен в ходе экспедиции 1956 года, после этого не наблюдался в живой природе до 2017 года, когда был вновь замечен в штате Акри в Бразилии.

## Систематика
Видовое название в честь бразильского зоолога Паулу Ванцолини. Изначально этот примат был описан на основе образцов, собранных в 1936 году, в качестве подвида Pithecia irrorata, однако в 2014 году по совокупности морфологических признаков был повышен в ранге и получил статус вида.

## Описание
Всего было собрано 36 образцов данного вида. Половой диморфизм выражен слабо. Шерсть верхней части тела чёрная с серебристым или кремовым отливом, конечности и горло светло-жёлтые. Морда безволосая, с чёрной кожей, может быть окружена пятнами светлой шерсти на лбу и щеках. Шерсть самок обычно не такая густая, как шерсть самцов.

## Распространение
Эндемик Бразилии. Встречается в юго-западной части страны между южным берегом реки Журуа и южным берегом реки Тарауака в штатах Амазонас и Акри.